# Spoor van Leven
Spoor van Leven is een Nederlands televisieprogramma over ProRail en het leven op en rondom het spoor.

## Trajecten
In iedere aflevering ging Corine Boon een ander traject af om daar allerlei verhalen te horen van omwonenden, reizigers en het personeel van ProRail. In onderstaand schema staat weergegeven welke trajecten het waren.
| Datum            | Traject                               | Opmerkingen | Behandelde stations/ plekken                                                   |
| ---------------- | ------------------------------------- | --- | ------------------------------------------------------------------------------ |
| 7 december 2008  | Leiden Centraal - Rotterdam Centraal  | Het schoonste toilet van Nederland, Proefstation Leiden, Diergaarde Blijdorp en geluidsoverlast in Delft.                                     | Leiden Centraal, Den Haag HS, Delft, Diergaarde Blijdorp en Rotterdam Centraal |
| 14 december 2008 | 's-Hertogenbosch - Eindhoven          | Naoorlogs station Eindhoven, spanning rondom de overweg in Boxtel, monument in Vught en intercitystation Best.                                | 's-Hertogenbosch, Vught, Boxtel, Best en Eindhoven                             |
| 21 december 2008 | Harlingen Haven - Groningen           | Jan Ponkie's Poeppaleis, een calamiteitenoefening, geen treinstation in Drachten en het stationsgebouw van Harlingen.                         | Harlingen Haven, Harlingen, Drachten en Groningen                              |
| 28 december 2008 | Betuweroute                           | Geen volkstuintjes meer in Gorinchem, het Schakel- en Meldcentrum, archeologische vondsten en omwonenden.                                     | Maasvlakte, Barendrecht, Gorinchem, Meteren, Kapel-Avezaath                    |
| 4 januari 2009   | Hilversum - Amersfoort Centraal       | Geluidsoverlast in Hilversum, de Koninklijke Wachtkamer, de Amersfoortse Meridiaantunnel en een tunnel in Soest.                              | Hilversum, Baarn, Soest, Amersfoort Centraal                                   |
| 11 januari 2009  | Utrecht Centraal - Amsterdam Centraal | Meerijden met de heimweetrein, het Rien Nouwen Aquaduct, geluidsoverlast in Utrecht, station Bijlmer Arena, de Kortrijkse molen in Breukelen. | Utrecht Centraal, Spoorwegmuseum, Breukelen, Abcoude, Amsterdam Bijlmer ArenA  |
| 18 januari 2009  | Hanzelijn                             | Een beverburcht in Lelystad, de afgesloten Buitendijkseweg in Kampen, de nieuwe spoorbrug in Hattem en het verdwenen wagenpark in Dronten.    | Lelystad, Dronten, Kampen, Hattem                                              |
| 25 januari 2009  | Vlissingen - Roosendaal               | Het seinhuisje in Roosendaal, de Sloelijn, protest tegen geluidsschermen, het lespakket van ProRail en een ingesloten wijk in Roosendaal.     | Nieuwe Sloelijn, Kapelle, Bergen op Zoom, Roosendaal                           |